# Swertia perennis
Swertia perennis là một loài thực vật có hoa trong họ Long đởm. Loài này được L. miêu tả khoa học đầu tiên năm 1753.